# Тарамасалата
Тарамасалата (греч. ταραμοσαλάτα) — закусочное блюдо греческой кухни. Представляет собой смесь из копчёной тресковой икры, лимонного сока, оливкового масла и чеснока, используется в качестве закуски. Традиционно подаётся с маслинами и хлебом пита, а также к бутербродам.

## Приготовление
Главные ингредиенты тарамасалата по классическому рецепту — икра копчёной трески, лимонный сок, маслины и оливковое масло. Иногда в блюдо добавляют отварной картофель или белый хлеб. Икру (с картофелем или хлебом, размоченным в молоке) смешивают в блендере, затем в полученную массу добавляют сок лимона, оливковое масло и некоторое время взбивают. Готовую тарамасалату украшают зеленью.

## Традиция
В Греции тарамасалата связана с началом Великого поста, а конкретнее с первым его днём Чистым понедельником (Καθαρά Δευτέρα).

## Распространение

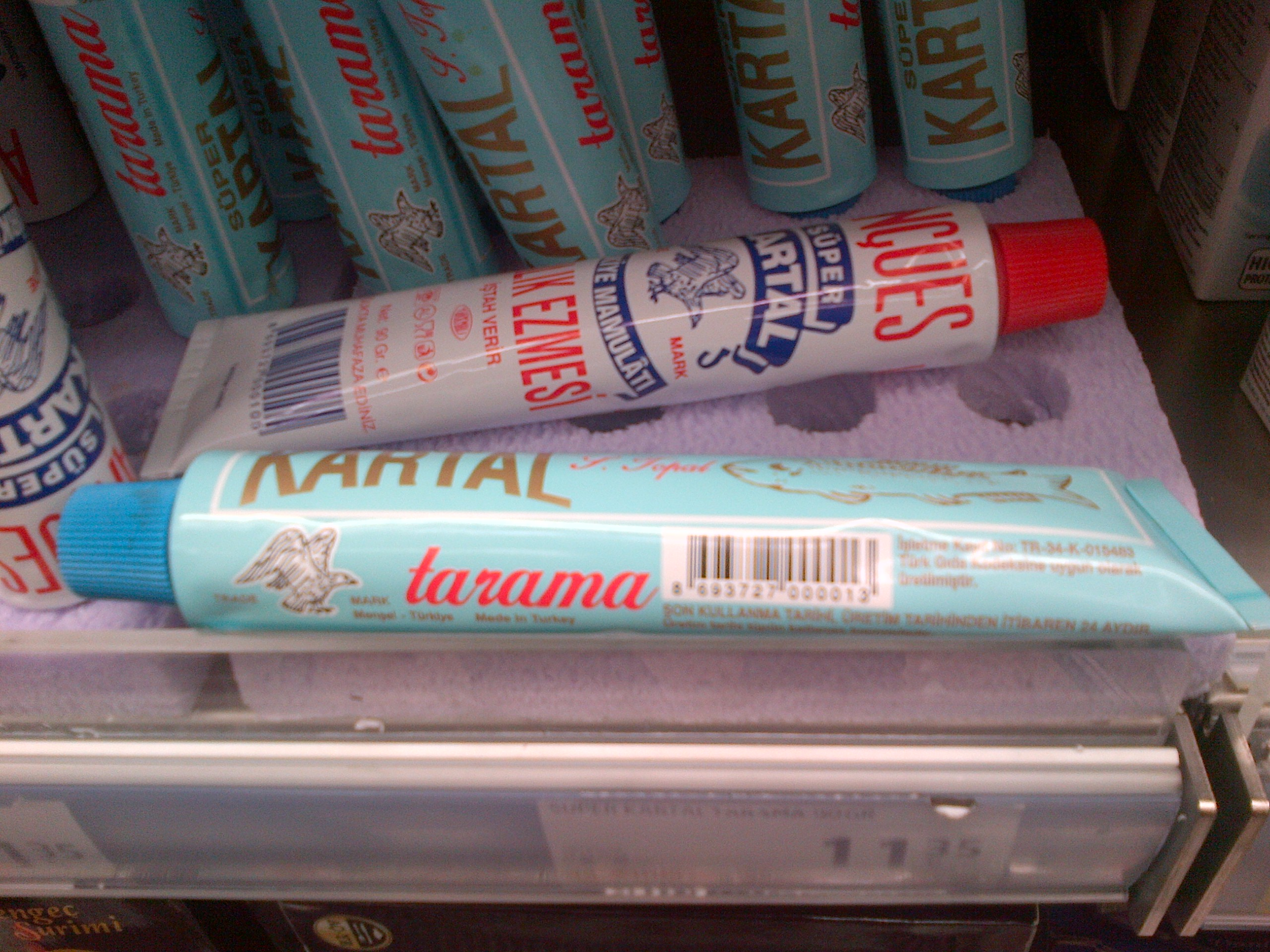

Подобные блюда есть и в румынской кухне (salată de icre), и в болгарской (хайвер). Для приготовления используется не только икра трески, но и щуки, карпа или сельди. Вместо оливкового масла используется подсолнечное, а как загуститель картофельное или бобовое пюре. В некоторых странах тарамасалата выпускается на промышленных производствах.